# Šarkanova diera
Šarkanova diera je přírodní památka ve správě příspěvkové organizace Správa slovenských jeskyní.
Nachází se v katastrálním území obce Poráč v okrese Spišská Nová Ves v Košickém kraji. Území bylo vyhlášeno či novelizováno v letech 1994, 2008. Ochranné pásmo nebylo stanoveno.